# Corcova
Corcova est une commune roumaine du județ de Mehedinți, dans la région historique de l'Olténie et dans la région de développement du Sud-Ouest.

## Géographie
La commune de Corcova est située dans le nord-est du județ, dans la zone collinaire du Piemontul Modrului, à la limite avec le județ de Gorj. Elle se trouve à 30 km au nord-est de Drobeta Turnu-Severin, la préfecture du județ, près de la route nationale DN67A qui relie Motru et Strehaia.
La commune est composée des treize villages suivants (population en 1992) :
- Breța (61) ;
- Crenaia (322) ;
- Corcova (1 112), siège de la municipalité ;
- Cordun (677) ;
- Croica (200) ;
- Gârbovățu de Jos (552) ;
- Imoasa (402) ;
- Jirov (1 563) ;
- Măru Roșu (262) ;
- Pârvulești (93) ;
- Pușcașu (154) ;
- Stejaru (498) ;
- Vlădășești (234).

## Religions
En 2002, 95,69 % de la population était de religion orthodoxe et 3,16 % était baptiste.

## Démographie
En 2002, les Roumains représentaient 97,69 % de la population totale et le Tsiganes 2,26 %. La commune comptait 2 302 ménages.
| 2002  | 2007  |
| ----- | ----- |
| 6 130 | 6 040 |

## Économie
L'économie de la commune est basée sur l'agriculture (viticulture surtout) et l'élevage.
Il est à noter que le Domaine Catleya, grand nom de la viticulture roumaine est situé dans cette commune et qu'il dynamise grandement l'économie locale.

## Lieux et monuments
- Corcova, église des Saints Voïvodes (Sfintii Voievozi) de 1755 avec fresques intérieures de 1899.
- Cernaia, église St Nicolas (Sf Nicolae) de 1808 avec fresques intériueres de 1843.
- Jirov, église St Nicolas et Esprit Saint (Sf Nicolae și Pogorârea Duhului Sfant) de 1837.